# Armindo Fonseca
Armindo Fonseca, nascido a 1 de maio de 1989 em Rennes, é um ciclista francês que foi profissional entre 2011 e 2018.
Armindo Fonseca começou no ciclismo aos 13 anos. Depois de um ano em categoria júnior, alinhou pelo clube Côtes d'Armor Cyclisme. Em 2011, passou a profissionais com a equipa Bretagne-Schuller, no que permaneceu até à sua retirada ao final da temporada de 2018.

## Palmarés
2014
- 1 etapa da Boucles de la Mayenne
- Tour de Vendée

## Resultados nas Grandes Voltas
Durante a sua carreira desportiva tem conseguido os seguintes postos nas Grandes Voltas.
| Carreira        | 2011 | 2012 | 2013 | 2014  | 2015  | 2016  | 2017 | 2018 |
| --------------- | ---- | ---- | ---- | ----- | ----- | ----- | ---- | ---- |
| Giro d'Italia   | -    | -    | -    | -     | -     | -     | -    | -    |
| Tour de France  | -    | -    | -    | 138.º | 119.º | 146.º | -    | -    |
| Volta a Espanha | -    | -    | -    | -     | -     | -     | -    | -    |

-: não participa 

Ab.: abandono 